# گوستاوو مندز
گوستاوو مندز (انگلیسی: Gustavo Méndez؛ زادهٔ ۳ فوریه ۱۹۷۱) یک بازیکن فوتبال بازنشسته اهل اروگوئه است.
وی همچنین در تیم ملی فوتبال اروگوئه بازی کرده و در جام جهانی 2002 حاضره شده است.